# World of Spectrum
World of Spectrum är en webbplats som katalogiserar och dokumenterar material om ZX Spectrum. Webbplatsen innehåller en stor databas med information om spel, nyttoprogram, böcker, hårdvara o.s.v. I oktober 2006 innehöll databasen nästan 15000 poster.